# Sine Requie
Sine Requie (in latino "senza riposo") è un gioco di ruolo horror italiano, scritto da Matteo Cortini e Leonardo Moretti e pubblicato nel 2003 (nella sua prima edizione) da Rose & Poison. La seconda edizione venne prodotta da Asterion Press e prende il nome di Sine Requie Anno XIII.
Vincitore del Best of show al Lucca Comics and Games 2003 come "Miglior Gioco Italiano", la sua maggior particolarità è l'uso dei tarocchi, al posto dei dadi. Gli Arcani minori vengono utilizzati per la maggior parte delle azioni mentre gli Arcani maggiori consentono un'esperienza di gioco più narrativa con i giocatori che si muovono in base ai propri gusti.
Una seconda edizione intitolata Sine Requie Anno XIII venne pubblicata nel 2007 da Asterion Press e si aggiudicò il Best of Show come "Migliore Gioco di Ruolo" e il GMM Award, sempre come "Miglior Gioco di Ruolo", nel 2008.
Il primo modulo per Anno XIII, ovvero Sanctum Imperium Anno XIII, si aggiudicò il "Side Award" aL Lucca Comics and Games 2008 come "Miglior profilo artistico" mentre durante l'edizione 2013 del Lucca Comics and Games, si svolse una mostra celebrativa per il decimo anniversario del gioco, seguita da un'edizione limitata del manuale base.

## Trama
Il gioco è ambientato in un 1957 alternativo.
Tredici anni prima, durante il D-Day, ogni persona morta, per qualche inspiegabile ragione, tornò in vita: questa data, venne ricordata come "Il Giorno del Giudizio". Statunitensi e inglesi interruppero lo sbarco in Normandia e si ritirarono oltre la Manica dopo che le truppe sbarcate, oltre alla resistenza tedesca, trovarono quella dei morti viventi. Molti Stati non ebbero la forza di fronteggiare la violenza di quell'orrore e caddero, davanti alla feroce fame di quelle mostruose creature; solo pochi sopravvissuti resistettero in quelle desolate lande note anche come "Terre Perdute": in queste aree, sparuti gruppi di persone, coraggiose o impazzite, vivono alla giornata, in una terra in cui trovare l'acqua o i viveri può costare la vita; il suolo è graffiato dagli striscianti passi delle orde dei Morti (e di altre mostruose creature), poiché il mondo è permeato anche da culti, riti e magie arcane, trasformatisi da credenze popolari in tenebrose realtà.
Alcuni Stati, guidati da Capi pieni di folli ideologie, ebbero la forza di resistere, creando regimi totalitari dove i cittadini vivono in una condizione molto lontana da quella che si può definire un'esistenza felice.

## Ambientazione

### Terre Perdute
Quanto rimane di gran parte dell'Europa, in seguito al "Giorno del Giudizio": un continente devastato e misero, pieno di numerosi gruppi di umani disperati che lottano per sopravvivere ai Morti. In queste terre, la civiltà è definitivamente crollata ed è la violenza a regnare; i suoi abitanti si raggruppano in tre categorie: gli "Eroi" (persone che cercano di aiutare i bisognosi), i "Mostri" (predoni che approfittano dell'anarchia, per depredare chiunque incontrino) e le "Vittime" (persone vittime sia dei Morti che dei "Mostri").
Per quanto riguarda, invece, il destino di alcune delle nazioni europee:
- La Francia, la Spagna e il Portogallo hanno cessato di esistere e, al loro posto, sono sorte le "Terre Perdute Occidentali".
- Parte di quanto era l'Unione Sovietica, è diventata nota come "Terre Perdute Orientali"; al suo interno, è presente la "Comunità di Stalingrado" che però, dal 1954 ad oggi, è sull'orlo dell'estinzione. Come se non bastasse, sono anche presenti i "Frundsberg" (persone che hanno deciso di abbandonare ogni umanità e spadroneggiare in una terra senza leggi).
- Il Regno Unito ha cessato di esistere e, al suo posto, sono sorte le "Terre Perdute Britanniche": un misto delle precedenti due "Terre" e infestate da creature mostruose come lo "Skinner", il "Cacciatore Cieco" e il "Leviathan".
- La Grecia è stata sottomessa dal Dr. Tsarohui che, stanziatosi ad Atene, si è proclamato "Nuovo Zeus" e terrorizza la popolazione locale con la creazione di mostruose creature come minotauri, chimere, sirene e cerberi.

### Quarto Reich
La Germania, in seguito al secondo conflitto mondiale, cambiò nome in Quarto Reich poiché divenne un quadrumvirato, suddiviso in quattro poteri: economico (incarnato dal borgomastro di Berlino, Uwe Poch), legislativo (incarnato dall'Ispettore Generale, Franz Heisen), sanitario (incarnato dal Dr. Friedrich Wolf) e politico (incarnato dal Reichsführer-SS Hermann Rupert Reichmann). Essi hanno promulgato le "Nove leggi del Reich", di cui si servono per controllare la popolazione.
In questo Stato, viene affermato dai giornali e dalle radio che gli Ebrei siano totalmente estinti (nonostante le autorità sappiano del contrario) mentre la cinematografia è impegnata nell'esaltazione della razza ariana e nella discriminazione di qualsiasi altra etnia (tanto che vengono realizzati cartoni animati in cui gli ebrei, vengono raffigurati come creature terrificanti temute dai bambini).
Dalle ceneri del Cristianesimo, è nata la "Chiesa Teutonica": le chiese vengono profanate e riconvertite a santuari del nuovo Führer-Messia che guiderà nuovamente il Reich alla conquista globale; invece, nei segreti laboratori dei "medici di classe A", è stata avviata una delle principali attività dello Stato: la creazione dei "Sigfried" (bambini che incarnano i tratti della razza ariana).
Tra i nemici dello Stato, vi sono i partigiani francesi oltre il "Muro di Parigi", realizzato lungo la Senna, che suddivide la città in due parti: Parigi Est (in mano al Quarto Reich) e Parigi Ovest (in mano ai partigiani). Un altro nemico dello Stato, è il "nemico rosso" (Soviet) rintanato nelle "vigliacche città di metallo" (secondo le parole del Colonnello August Hausemann, capo della divisione "Großdeutschland").

### Sanctum Imperium
In Italia, in seguito al "Giorno del giudizio", la Chiesa cattolica prese il potere e proclamò il "Sanctum Imperium" guidato da Papa Leone XIV. L'amministrazione di questo Stato, è feudale: sotto al Pontefice, vi sono i Cardinali (che amministrano le regioni); poi i Vescovi (che amministrano le provincie) e infine i "Padri semplici" (che amministrano i comuni). La "Santa Romana Chiesa" ha modificato completamente la vita dei cittadini, al punto da aver, perfino, modificato il calcolo del tempo con il ripristino della Liturgia delle ore. Inoltre, la tecnologia moderna è stata proibita, essendo considerata corrotta (anche se viene, segretamente, utilizzata dagli ecclesiastici).
In questo Stato, il potere è conteso da due antichi ordini cristiani: i Cavalieri templari (guidati da Renato da Chianciano, Gran maestro dell'Ordine dei Templari) e l'Inquisizione (guidata da Gregorio Santarosa, Grande Inquisitore del Santo Uffizio); entrambi gli ordini, proteggono il popolo: i Templari combattono i Morti mentre gli inquisitori combattono le eresie.
Invece, la difesa dello Stato è garantita dalla "Sancta Militia" (l'esercito personale del Pontefice); tra i nemici dello Stato, vi sono: lealisti dell'ex-Regno d'Italia, lealisti dell'ex-regime fascista e i "Cacciatori di Morti" (mercenari che vorrebbero un riconoscimento pubblico, per il loro aiuto alla popolazione). Un altro nemico dello Stato, sono le svariate sette:
- La "Setta dei Burattini" - capace di creare burattini viventi.
- I "Braccamorte" - individui che cercano la morte, convinti che sia sparita (e che, quindi, il risveglio dei Morti, sia una conseguenza della sua scomparsa).
- La "Croce di Sangue" - responsabile di diversi e misteriosi omicidi.
- La "Potestas Diaboli" - setta satanista, presente a Ravenna, che sembra essere stata eradicata.
- I "Penitenti del Giudizio" - persone povere guidate da un ex-Inquisitore che è ricercato dalla Chiesa (in quanto, ritenuto eretico).
- I "Filii Luciferi" - altra setta satanista che, però, è misteriosamente scomparsa da tempo (anche se molti pensano che stiano tramando qualcosa di clamoroso).

### Soviet
Durante il "Giorno del Giudizio", Iosif Stalin ordinò all'Armata Rossa di non inseguire i nemici tedeschi in fuga ma di rimanere nelle loro postazione per proteggere quanto fosse possibile, la "Madre Russia" dai Morti.
Per fronteggiare la minaccia, il Dr. Slevich convinse Stalin a far costruire enormi città fortificate metalliche per difendere il popolo russo, le "Città del Popolo"; poi, il Dr. Denkanov lo convinse a fondersi con il primo Calcolatore realizzato: Stalin accettò la proposta e, unendosi a quella macchina, divenne Z.A.R. In seguito (aiutato dall'esercito), fece rinchiudere i cittadini in quelle gigantesche città, ufficialmente battezzate come "Soviet" ("Unione delle Città Socialiste Sovietiche") che altro non erano quello che rimaneva dell'Unione Sovietica dopo che ampie aree sovietiche erano state occupate dai Morti.
All'interno di queste città, i cittadini vengono obbligati a lavorare senza sosta, giorno e notte, per ultimare la costruzione delle prigioni in cui vivono; il terrore per i Morti è così immenso che chiunque venga sorpreso ad essere immobile, viene immediatamente ucciso, smembrato e bruciato (per paura che la sua immobilità, sia segno di un imminente trasformazione in un Morto). Inoltre, sono state promulgate le "Leggi di Uguaglianza del Proletariato" che, tra le varie cose, hanno privato i cittadini perfino dei loro nomi, rimpiazzandoli con dei numeri identificativi contenenti i loro dati personali.
La difesa dello Stato, è affidata alle bio-macchine che combattono contro qualsiasi Morto riesca ad introdursi all'interno delle Città.

### Regno di Osiride
Rispetto al resto del mondo, in Egitto era già stata prevista, da molto tempo, la futura resurrezione dei Morti (secondo molti, fu proprio questa, la ragione delle tumulazioni nelle piramidi e le mummificazioni nei sarcofagi degli egizi). Durante il "Giorno del Giudizio", tutti i redivivi Faraoni si combatterono l'un l'altro nella "Guerra dei Faraoni" e fu Ramses III a trionfare; in seguito alla sua vittoria, il "Faraone Ramses III Osiride Incarnato" ritornò il Faraone dell'Alto e Basso Egitto (e ribattezzò il Paese come "Regno di Osiride") regnando lungo tutti i luoghi bagnati dal "Sacro Nilo" (aiutato anche dal suo potere di riuscire a controllare, mentalmente, i Morti).
In questo Stato, per ordine del Faraone, i Morti non possono attaccare gli esseri umani: coloro che accettano questo ordine (i "Giusti Servi"), fanno parte della sua corte di "Immortali" e collaborano con i vivi; coloro che rifiutano questo ordine (i "Reietti"), vengono scacciati nel Deserto del Sahara (le cui temperature torride, accelereranno la loro putrefazione); inoltre, è presente un'unione tra antichità e modernità: per esempio, si vedono donne egizie prendere il tè in bar occidentali gestiti da ex-militari indiani. Tuttavia, perché la prosperità del Regno di Osiride continui a esistere, è necessario che, di tanto in tanto, dei volontari umani si sacrifichino e si facciano divorare dalla Corte del Faraone (affinché, plachino la loro fame).
Il nemico dello Stato è costituito dal terrorismo interno, rappresentato da tutti gli altri Faraoni, residenti a Ombos, che tramano per rovesciare Ramses III e prendere il suo posto: Seti I ha annientato i soldati che, un tempo, servivano Fārūq I d'Egitto mentre Cheope (divenuto più simile a un serpente che a un uomo) fa compiere attentati dal proprio culto segreto; in particolare, si è reso responsabile dell'esplosione di un treno pieno di civili (rendendo l'attentato noto come "il più grande disastro ferroviario del secolo").

### Stati Uniti
New York e Washington vennero distrutte dalle bombe atomiche durante il "Giorno dei Tre Soli". Gli attacchi (con conseguente fallout radioattivo), effettuati per evitare il propagarsi dei Morti, ebbero l'ovvio risultato di peggiorare la situazione, facendo emergere altre orde di morti famelici. Da quel momento, nel continente manca un vero e proprio centro di potere unico: una parte degli ex-Stati uniti sono il territorio del Presidente Clark (una vera e propria utopia di città fortificate che ricordano i veri anni 1950). Stando alla propaganda ufficiale, questo sarebbe permesso grazie al Butoprofene Acilato, una sostanza in grado di eliminare i Morti, ma, in realtà, una droga utilizzata per nascondere la verità agli abitanti: l'utilizzo dei Morti, mai sterminati, da parte del Presidente Clark.
Nel sud, invece, nelle mani del Ku Klux Klan, esiste la "Confederazione": uno Stato dove il suprematismo bianco ha preso il sopravvento.
Altrove, esiste la città-stato di New Orleans: uno stato in cui la mafia italoamericana e i Cajun si sono coalizzati in una sorta di autogoverno.
Il resto degli Stati Uniti, è considerato una Terra Perduta in cui orde di Morti combattono con bande di mutanti, a seguito delle radiazioni provocate dalle due bombe, per la carne degli esseri umani. Vi è anche un accenno all'esistenza di Providence: una città dove i misteri sul Risveglio si infittiscono (con alcuni richiami di lovecraftiana memoria).

## Nemici

### Homo Mortuus
- Homo mortuus larvalis: incapace di muovere il proprio corpo; inoltre, la sua mente è totalmente annullata, può mordere solo se la preda è alla portata della sua bocca.
- Homo mortuus simplex: il tipo più diffuso; cammina in maniera goffa e non riesce a compiere azioni complesse come utilizzare oggetti. Si sposta da solo oppure in grandi gruppi.
- Homo mortuus maior: si distingue dall'Homo mortuus simplex per i movimenti leggermente più coordinati e la capacità di utilizzare in maniera goffa alcuni oggetti molto semplici.
- Homo mortuus obnoxius: nonostante sia identico al simplex e al maior, è quasi totalmente innocuo; infatti, passa la propria esistenza nell'emulare le azioni che compiva da vivo.
- Homo mortuus ferox: feroci e lesti, possiedono un fiuto sensazionale e sono animati da una furia animalesca.
- Homo mortuus ferus: di aspetto non molto differente dai ferox, sembra aver conservato un'intelligenza superiore rispetto a quella di questi ultimi; riesce a muoversi molto meglio e a compiere azioni difficili anche per un essere umano molto agile. Possono muoversi in branco ed hanno un comportamento da predatori.
- Homo mortuus atrox: la sua esistenza è dettata dall'odio e dalla rabbia, è intelligente e molto feroce. Riesce ad usare le armi bianche e le armi da fuoco.
- Homo mortuus inscius: facilmente confondibile con un essere umano, l'unica differenza è la temperatura corporea e l'assenza di respiro. Si risvegliano nel momento stesso della loro morte e mantengono l'integrità corporea cibandosi di carne viva.
- Homo mortuus diabolicus: anch'esso indistinguibile da un essere umano; inoltre, può imitare la respirazione e possedere un lieve calore corporeo. La morte lo rende più forte di quanto non fosse in vita e, a volte, gli dona poteri soprannaturali. Anch'egli necessita di carne viva per sostenere il proprio aspetto fisico.
- Homo mortus pharao: il più anomalo rispetto a tutti gli altri Morti; non è frutto di rituali o esperimenti ed ha immensi poteri, apparentemente, divini. Non è noto se questa categoria includa tutte le mummie o solo quelle con particolari caratteristiche (ad esempio: il sangue reale, l'origine egizia o la mummificazione). Esiste, in ogni caso, una percentuale precisa per il risveglio di ogni mummia, la quale genererà una specie diversa di morto.

## Pubblicazioni

### Prima edizione
Sine Requie, prima edizione a cura di Rose & Poison.
- (2003) La Creazione - Manuale del personaggio (b/n, spillato, 50 pag.)
- (2003) Il Giudizio - Manuale del cartomante (b/n, spillato 50 pag).
- (2003) IV Reich - Manuale riguardante il Nuovo Reich (b/n, spillato, 32 pag.)
- (2003) Sanctum Imperium - Manuale riguardante lo Stato papale (b/n, 28 pag.)
- (2004) Soviet - Manuale riguardante il Soviet (b/n, spillato, 48 pag.)
- (2004) Gli Occhi del Serpente - Manuale di avventura nel Sanctum Imperium (b/n, 64 pag.)
- (2005) Terre Perdute - Manuale riguardante le zone in balìa dei Morti (b/n, brossurato, 90 pag.)
- (2005) Urla dal Silenzio - Manuale di avventure scritte dai fans (b/n, spillato, 32 pag.)
- (2006) Regno di Osiride - Manuale riguardante l'Egitto (b/n, spillato, 60 pag.)
- (2006) Urla dal Silenzio 2 - Manuale di avventure scritte dai fans (b/n, spillato, 32 pag.)

### Seconda edizione
Sine Requie, Anno XIII, prima edizione, a cura di Asterion Press
- (2007) Sine Requie Anno XIII - Manuale base della seconda edizione di Sine Requie (b/n, cartonato, 256 pag.)
- (2007) Tarocchi di Sine Requie - Mazzo con i 22 arcani maggiori, disegnati da Elia Morettini.
- (2008) Schermo del Cartomante - Schermo di gioco per Sine Requie.
- (2008) Sanctum Imperium Anno XIII - Manuale riguardante lo Stato papale (b/n, cartonato, 160 pag.)
- (2009) Tarocchi del Giudizio - Mazzo con i 22 arcani maggiori e i 56 arcani minori, disegnati da Elia Morettini.
- (2009) IV Reich Anno XIII - Manuale riguardante il Quarto Reich (b/n, cartonato, 160 pag.)
- (2010) Olocausto di Terrore - Manuale contenente 4 avventure. Due per il Quarto Reich e due per Terre Perdute (b/n, cartonato, 96 pag.)
- (2010) Soviet Anno XIII - Manuale riguardante il Soviet (b/n, cartonato, 160 pag.)
- (2011) L'urlo dell'Abisso - Manuale contenente 3 avventure per il Soviet (b/n, cartonato, 96 pag.)
- (2011) Vodzene - Manuale contenente avventure per il Soviet (b/n, cartonato, 96 pag.)
- (2011) Terre Perdute - Manuale riguardante le Terre Perdute (b/n, cartonato, 160 pag.)
- (2012) Gli Occhi del Serpente - Manuale contenente avventure per il Sanctum Imperium (b/n, cartonato, 160 pag.)
- (2012) Regno di Osiride - Manuale riguardante l'Egitto (b/n, cartonato, 160 pag.)
- (2013) Tomo dei Morti Volume I - Manuale riguardante i Morti (b/n, cartonato, 128 pag.)
- (2013) U.S.A. Anno XIII - Manuale riguardante gli Stati Uniti (colore, cartonato, 160 pag.)
- (2014) Tomo dei Morti Volume II - Manuale riguardante i Morti (b/n, cartonato, 112 pag.)
- (2014) Trono del Crisantemo Anno XIII - Manuale riguardante il Giappone (colore, cartonato, 160 pag.)
- (2015) Il Paese del Balocchi - manuale BASE (con un suo regolamento) riguardante il mondo abitato dai Burattini
- (2016) Tarocchi del Paese del Balocchi - 22 Arcani Maggiori disegnati da Alberto Bontempi e Yugin Maffioli
- (2016) Tomo delle Creature - Manuale riguardante le creature (b/n, cartonato, 112 pag.)

### Terza edizione
Sine Requie, Anno XIII, seconda edizione, a cura di Serpentarium
- (2016) Sine Requie Seconda edizione - manuale base contenente 4 avventure (b/n, cartonato. Disponibile in 4 variant cover: Fremmen, Re Nero, Skinner, Eva)
- (2016) Sanctum Imperium Seconda edizione - Ristampa di Sanctum Imperium+Gli Occhi del Serpente (b/n, cartonato)
- (2017) IV Reich Seconda edizione - Ristampa di IV Reich+avventure del Reich di Olocausto di Terrore (b/n, cartonato)
- (2017) Schermo del Cartomante Seconda edizione - Contiene due avventure ambientate nel Paese dei Balocchi e nel Sanctum Imperium
- (2017) Soviet Seconda edizione - Ristampa di Soviet+moduli Urlo dell'Abisso e Vodzene (b/n, cartonato)
- (2017) Anno 0 il Giorno del Giudizio - manuale riguardante il Giorno del Giudizio (b/n, cartonato)
- (2018) Terre Perdute Seconda Edizione - Ristampa di Terre Perdute+moduli Olocausto di Terrore (b/n, cartonato)
- (2018) Braccamorte - manuale riguardante la setta dei Braccamorte (b/n, cartonato, copertina con foglia d'oro)
- (2018) Regno delle Ombre - manuale riguardante la setta del Regno delle Ombre (b/n, cartonato, copertina con foglia d'oro)
- (2019) Gladiatori - manuale riguardante i Gladiatori nel Soviet (b/n, cartonato, copertina con foglia d'oro)
- (2019) Trono del Crisantemo Seconda edizione - Manuale riguardante il Giappone (b/n, cartonato)
- (2019) Decussis Sanguinis - manuale riguardante la setta dei Decussis Sanguinis (b/n, cartonato)
- (2020) Cacciatori di Morti - manuale riguardante i Cacciatori di Morti (b/n, cartonato)
- (2020) Templari - manuale riguardante i Templari (b/n, cartonato)
- (2021) Il grande tomo dei morti - ristampa unica dei due tomi dei morti (b/n, cartonato)
- (2021) Inquisizione- manuale riguardante l'inquisizione (b/n, cartonato)
- (2022) Eretici e Stregoni- manuale riguardante eresie e stregoneria (b/n, cartonato)
- (2023) I Dossier dell'Impossibile- manuale riguardante misteri del Reich (b/n, cartonato)
- (2024) Wehrmacht- manuale riguardante l'esercito del Reich (b/n, cartonato)

### Romanzi
- (2010) (2022) Sopravvissuti - Romanzo ambientato nelle Terre Perdute francesi (brossurato con sovraccoperta, Asengard Edizioni, 288 pag.) Ristampato nel 2022 da Serpentarium (cartonato, Serpentarium, 288 pagine).
- (2023) Sopravvissuti 2, Il Giorno Senza Fine- Romanzo seguito diretto di Sopravvissuti (cartonato, Serpentarium, 320 pagine).

### Librigioco
- (2022) I Randagi delle Terre Perdute - segue le avventure di Voglia e del Ratto nelle Terre Perdute francesi (b/n, cartonato, A5).
- (2023) La Notte del Graal - Voglia e Il Ratto sono affiancati da Fratello Amos e altri Templari alla ricerca del Sacro Graal (b/n, cartonato, A5).

## Videogiochi
Nel 2012, la società italiana Dreampainters annunciò un videogioco ufficiale intitolato "Mater Obscura: A Sine Requie Tale"; tuttavia, il progetto non venne mai ultimato.
Nel 2017, la società italiana We Were UV lanciò un kickstarter per raccogliere fondi per lo sviluppo di un videogioco ufficiale intitolato "Sine Requie Snake Eyes" basato sul modulo ufficiale "Occhi del Serpente"; previsto per novembre 2018, la campagna non raggiunse l'obiettivo minimo. Attualmente, nonostante una demo rilasciata su Steam, è ancora in development hell.

## Premi
- Best of Show a Lucca Comics & Games - Miglior gioco italiano 2003 per Sine Requie[2]
- Best of Show a Lucca Comics & Games - Miglior gioco di ruolo 2007 per Sine Requie Anno XIII[2]
- Side Award a Lucca Comics & Games - Miglior profilo artistico 2008 per il modulo Sanctum Imperium[3]
- Best of Show a Lucca Comics & Games - candidato miglior gioco di ruolo 2008 per Sanctum Imperium
- GMM Award - Miglior gioco di ruolo nell'annata 2007-2008 con Sine Requie Anno XIII
- GDR Awards di DGI (Dice Games Italia) - Miglior Espansione 2015 con Sine Requie - il Paese dei Balocchi